# Jean Louis Auguste Commerson
Jean Louis Auguste Commerson o più semplicemente Commerson, (Parigi, 29 marzo 1802 – Parigi, 24 luglio 1879) è stato un aforista, drammaturgo, giornalista, scrittore e umorista francese.

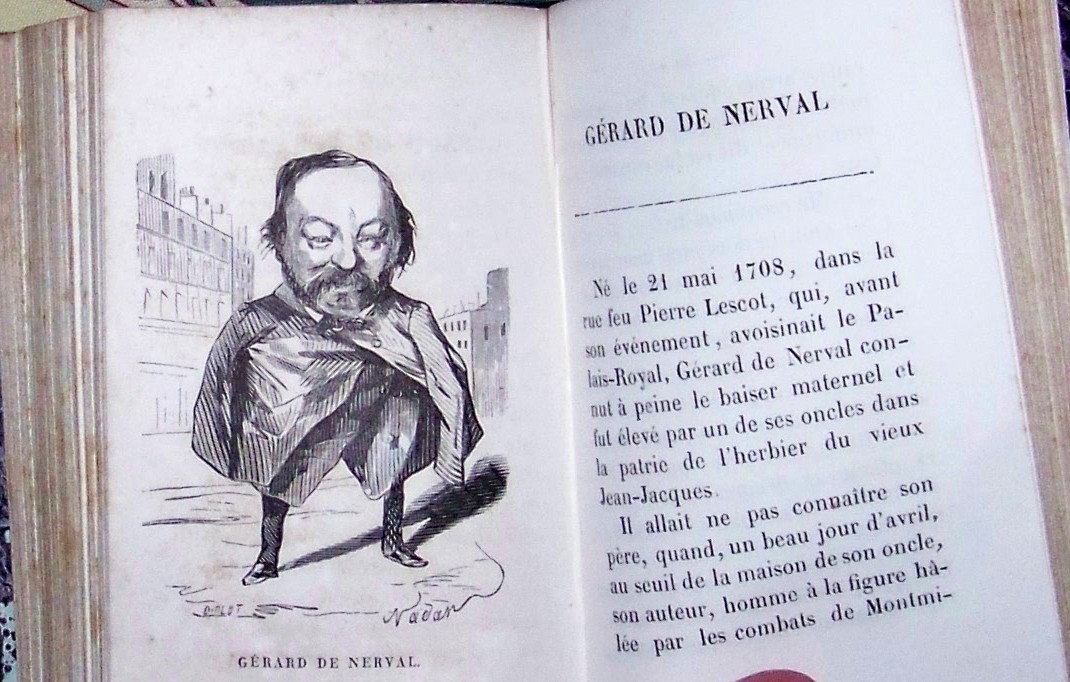
Una vignetta di Commerson, illustrata da Nadar.

È anche meglio conosciuto per il suo libro di aforismi umoristici Pensieri di un imballatore: in risposta alle Massime di François della Rochefoucauld (Pensées d'un emballeur: pour faire suite aux Maximes de François de La Rochefoucauld), così come le sue Vignette contemporanee (Les Binettes Contemporaines), illustrate da Nadar.